# شاخک‌ها (فیلم ۱۹۷۷)
شاخک‌ها (به ایتالیایی: Tentacoli) یک فیلم ترسناک ایتالیایی-آمریکایی محصول سال ۱۹۷۷ به کارگردانی آسونیت جی. اووید با بازی جان هیوستون، شلی وینترز، بو هاپکینز و هنری فوندا است. هنگامی که افراد زیادی در یک شهر تفریحی ساحلی ناپدید می‌شوند، یک خبرنگار متوجه می‌شود که یک اختاپوس غول پیکر وحشتناک در ساحل است. در حالی که یک زیست‌شناس دریایی تلاش می‌کند تا قبل از اینکه گردشگران بیشتری قربانی این موجود شوند، اختاپوس را متوقف کند. اگرچه این فیلم در نظر گرفته شده بود تا از موفقیت آرواره‌ها سود ببرد، شاخک‌ها همچنین شباهت‌های زیادی به فیلم علمی تخیلی از زیر دریا آمد (۱۹۵۵) دارد.

## تولید
این فیلم برای سرمایه‌گذاری بر موفقیت فیلم آرواره‌ها ساخته استیون اسپیلبرگ، تولید شد و به این ترتیب با بودجه بسیار کمتری از ۷۵۰٫۰۰۰ دلار تولید شد. این فیلم در مکانی در اوشن ساید و پیسمو بیچ، کالیفرنیا فیلمبرداری شده‌است. سکانس‌های آکواریوم در شهرستان لس آنجلس فیلمبرداری شده‌است. آهنگسازی این فیلم توسط آهنگساز ایتالیایی استلویو سیپریانی انجام شد که در همان زمان فیلم‌های الهام‌گرفته از آرواره‌ها، رودخانه تمساح بزرگ و پیرانا ۲: تخم‌ریزی را اجرا کرد.

## پاسخ انتقادی
در راتن تومیتوز، این فیلم بر اساس هفت نقد، با میانگین وزنی امتیاز ۲٫۶ از ۱۰، دارای امتیاز تأیید ۰٪ است.